# Kalinowo-Czosnowo
Kalinowo-Czosnowo is een plaats in het Poolse district  Wysokomazowiecki, woiwodschap Podlachië. De plaats maakt deel uit van de gemeente Wysokie Mazowieckie en telt 110 inwoners.